# Riihisaari, Heinävesi
Riihisaari är en halvö i Finland. Den ligger i sjön Enonvesi och i kommunen Heinävesi i den ekonomiska regionen  Nyslotts ekonomiska region  och landskapet Södra Savolax, i den sydöstra delen av landet, 300 km nordost om huvudstaden Helsingfors.